# Fraisnes-en-Saintois
Fraisnes-en-Saintois é uma comuna francesa na região administrativa de Grande Leste, no departamento de Meurthe-et-Moselle. Estende-se por uma área de 6,39 km². Em 2010 a comuna tinha 104 habitantes (densidade: 16,3 hab./km²).